# كريم ريد
كريم ريد (بالإنجليزية: Kareem Reid)‏ مواليد 27 أغسطس 1975 في ذا برونكس، هو لاعب كرة سلة أمريكي معتزل. بدأ مسيرته الاحترافية في سنة 1999. يبلغ طوله 5 قدم 10 بوصة (1.8 م). اعتزل اللعب في 2012. لعب مع نادي أنادولو إفيس لكرة السلة وهارلم غلوبتروترز .

## روابط خارجية
- كريم ريد على موقع كرة السلة الأوروبية.كوم (الإنجليزية)
- كريم ريد على موقع كلية كرة السلة في سبورتس رفرنس.كوم (الإنجليزية)
- كريم ريد على موقع ريلجم (الإنجليزية)
- كريم ريد على موقع بروبوليرز (الإنجليزية)
- كريم ريد على موقع سبورتس رفرنس (الإنجليزية)
- كريم ريد على موقع سبورتس رفرنس (الإنجليزية)